# Pennewitz
Pennewitz – dzielnica miasta Ilmenau w Niemczech, w kraju związkowym Turyngia, w powiecie Ilm.  Do 5 lipca 2018 jako samodzielna gmina wchodziła w skład wspólnoty administracyjnej Langer Berg.